# Lucille Bremer
Lucille Bremer, född 21 februari 1917 i Amsterdam i New York, död 16 april 1996 i La Jolla i Kalifornien, var en amerikansk skådespelerska och dansare.

## Biografi
Bremer föddes i Amsterdam, New York, och började sin karriär 16 år gammal som en av The Rockettes på Radio City Music Hall i New York. Tillsammans med Vera-Ellen och June Allyson uppträdde Bremer som en av  ponnytjejerna i Broadway-musikalen Tjuserskan från Panama år 1940. Där fick en talangscout upp ögonen för Bremer och tog henne till Hollywood, och hennes provfilmning imponerade på Metro-Goldwyn-Mayer-mogulen Louis B. Mayer. Med en gedigen träning som dansare,  ansågs hon också visa potential som skådespelerska.
Hon gjorde sin filmdebut i Vi mötas i St. Louis (1944) som Judy Garlands syster, för att därefter spela mot Fred Astaire i Turister i paradiset (1945). Hon spelade in två imponerande dansscener med Astaire i Ziegfeld Follies (1946). Hennes sista storfilm var Efter regn kommer solsken (1946). Efter detta började MGM tappa intresset för henne. Bremer spelade in ett antal filmer i mindre skala, och syntes på vita duken sista gången i Behind Locked Doors (1948).
Hon sägs ha varit missnöjd med sin Hollywood-karriär, och valde därför att inte förnya sitt kontrakt och lämnade filmindustrin. Hon hade också träffat och förälskat sig i sonen till den tidigare presidenten av Mexiko, Abelardo Luis Rodriguez, som bar samma namn som sin far. Tillsammans flyttade de till Baja California Sur, Mexiko, vid början av guldåldern för Baja och öppnade den berömda turist-resorten Rancho Las Cruces, liksom Palmilla Hotel och Hacienda Hotel. Med Bremers kontakter i Hollywood och hennes makes influens, lockade de gäster från Hollywood som sökte sig till det nyfunna semesterparadiset.
Efter skilsmässan 1963, bosatte sig Bremer i La Jolla, Kalifornien, där hon ägde en klädbutik för barn. Hon dog 1996 av en hjärtattack, 79 år gammal. Efter sig lämnade hon fyra barn (Nicholas, Torry, Christina och Karen) och en stor skara barnbarn (Francesca, Amanda, Andres, Alexis, Kamal, och David) samt barnbarnsbarn.

## Filmografi
| år   | Film                         | Roll                                                            |
| ---- | ---------------------------- | --------------------------------------------------------------- |
| 1942 | Penny Arcade (kortfilm)      | Kvinna                                                          |
| 1944 | This Love of Mine (kortfilm) | Dansare                                                         |
| 1944 | Vi mötas i St. Louis         | Rose Smith                                                      |
| 1945 | Turister i paradiset         | Yolanda                                                         |
| 1946 | Ziegfeld Follies             | Prinsessa ("This Heart of Mine") / Moy Ling ("Limehouse Blues") |
| 1946 | Efter regn kommer solsken    | Sally Hessler                                                   |
| 1947 | Dark Delusion                | Cynthia Grace                                                   |
| 1948 | Casanovas äventyr            | Lady Bianca                                                     |
| 1948 | Rovriddaren                  | Christa Mansfield                                               |
| 1948 | Behind Locked Doors          | Kathy Lawrence                                                  |